# Wiktor Kibenok
Wiktor Nikołajewicz Kibenok, Wiktor Mykołajowycz Kibenok (ros. Виктор Николаевич Кибенок, ukr. Віктор Миколайович Кібенок, ur. 17 lutego 1963 we wsi Iwaniwka w obwodzie chersońskim, zm. 11 maja 1986 w Moskwie) – radziecki strażak, porucznik służby wewnętrznej, uhonorowany pośmiertnie tytułem Bohatera Związku Radzieckiego (1986).

## Życiorys
Był narodowości ukraińskiej, miał wykształcenie średnie. Od 1980 roku pracował w organach Ministerstwa Spraw Wewnętrznych ZSRR, w 1984 roku ukończył szkołę pożarowo-techniczną MWD ZSRR (obecnie Akademia Bezpieczeństwa Pożarowego im. Bohaterów Czarnobyla). Po katastrofie w Czarnobylskiej Elektrowni Jądrowej 26 kwietnia 1986 roku był jednym z pierwszych 28 strażaków (dowodzonych przez Władimira Prawika), którzy zjawili się na miejscu wypadku, by gasić pożar reaktora. Wyróżnił się podczas akcji gaśniczej, jednak otrzymał wówczas wielką dawkę promieniowania, wskutek czego w złym stanie został wysłany do moskiewskiego szpitala, gdzie zmarł 11 maja. Został pochowany na Cmentarzu Mitińskim w Moskwie. 25 września 1986 roku pośmiertnie został uhonorowany tytułem Bohatera Związku Radzieckiego i Orderem Lenina.